# Noords Kampioenschap 1968/71
Het Noords Kampioenschap 1968/71 was de 10e editie van dit voetbaltoernooi. Het toernooi werd gespeeld tussen 4 juni 1968 en 26 september 1971. Er waren vier deelnemers. Zweden werd kampioen.

## Eindstand
| Team       | Gsp | W  | G | V | DV | DT | DS  | Ptn |
| ---------- | --- | -- | - | - | -- | -- | --- | --- |
| Zweden     | 12  | 10 | 2 | 0 | 32 | 10 | +22 | 22  |
| Denemarken | 12  | 4  | 3 | 5 | 21 | 16 | +5  | 11  |
| Noorwegen  | 12  | 4  | 3 | 5 | 19 | 25 | –6  | 11  |
| Finland    | 12  | 0  | 4 | 8 | 10 | 31 | –21 | 4   |

## Wedstrijden

### 1968
|                                             |                |       |                                         |                                                                                     |
| 4 juni «onderlinge duels» 19:00 uur (UTC+2) | Finland        | 1 – 3 | Denemarken                              | Olympisch Stadion, Helsinki Toeschouwers: 16.082 Scheidsrechter: Sven Jonsson (SWE) |
| 4 juni «onderlinge duels» 19:00 uur (UTC+2) | Arto Tolsa 60' |       | 3', 79' Karsten Lund 18' Ulrik le Fevre | Olympisch Stadion, Helsinki Toeschouwers: 16.082 Scheidsrechter: Sven Jonsson (SWE) |

|                                              |                                                                 |       |                     |                                                                                           |
| 23 juni «onderlinge duels» 13:30 uur (UTC+1) | Denemarken                                                      | 5 – 1 | Noorwegen           | Københavns Idrætspark, Kopenhagen Toeschouwers: 31.900 Scheidsrechter: Arvo Jokinen (FIN) |
| 23 juni «onderlinge duels» 13:30 uur (UTC+1) | Tommy Troelsen 22', 24', 77' (pen.) Steen Rømer Larsen 42', 55' |       | 2' Thorodd Presberg | Københavns Idrætspark, Kopenhagen Toeschouwers: 31.900 Scheidsrechter: Arvo Jokinen (FIN) |

|                                              |                                     |       |                            |                                                                               |
| 27 juni «onderlinge duels» 19:00 uur (UTC+1) | Zweden                              | 2 – 1 | Denemarken                 | Råsundastadion, Solna Toeschouwers: 14.489 Scheidsrechter: Johan Riseth (NOR) |
| 27 juni «onderlinge duels» 19:00 uur (UTC+1) | Sven Lindman 18' Thomas Nordahl 52' |       | 28' (e.d.) Björn Nordqvist | Råsundastadion, Solna Toeschouwers: 14.489 Scheidsrechter: Johan Riseth (NOR) |

|                                                  |                                                           |       |                |                                                                                     |
| 18 augustus «onderlinge duels» 18:00 uur (UTC+1) | Noorwegen                                                 | 4 – 1 | Finland        | Ullevaalstadion, Oslo Toeschouwers: 18.291 Scheidsrechter: Carl Werner Hansen (DEN) |
| 18 augustus «onderlinge duels» 18:00 uur (UTC+1) | Odd Iversen 36', 52' Ola Dybwad-Olsen 60' Harald Berg 85' |       | 75' Arto Tolsa | Ullevaalstadion, Oslo Toeschouwers: 18.291 Scheidsrechter: Carl Werner Hansen (DEN) |

|                                                   |         |                                                        |        |                                                                                   |
| 11 september «onderlinge duels» 18:30 uur (UTC+2) | Finland | 0 – 3                                                  | Zweden | Olympisch Stadion, Helsinki Toeschouwers: 16.839 Scheidsrechter: Karl Riegg (FRG) |
| 11 september «onderlinge duels» 18:30 uur (UTC+2) |         | 33' Leif Eriksson 63' Rolf Andersson 68' Hans Selander |        | Olympisch Stadion, Helsinki Toeschouwers: 16.839 Scheidsrechter: Karl Riegg (FRG) |

|                                                   |                             |       |                   |                                                                                  |
| 15 september «onderlinge duels» 13:15 uur (UTC+1) | Noorwegen                   | 1 – 1 | Zweden            | Ullevaalstadion, Oslo Toeschouwers: 23.564 Scheidsrechter: Janus Aalbrecht (NED) |
| 15 september «onderlinge duels» 13:15 uur (UTC+1) | Ola Dybwad-Olsen 30' (pen.) |       | 17' Leif Eriksson | Ullevaalstadion, Oslo Toeschouwers: 23.564 Scheidsrechter: Janus Aalbrecht (NED) |

### 1969
|                                             |                                                                    |       |         |                                                                              |
| 22 mei «onderlinge duels» 19:00 uur (UTC+1) | Zweden                                                             | 4 – 0 | Finland | Värendsvallen, Växjö Toeschouwers: 15.868 Scheidsrechter: Frede Hansen (DEN) |
| 22 mei «onderlinge duels» 19:00 uur (UTC+1) | Hans Johansson 6', 75' Tommy Svensson 58' Timo Kautonen 86' (e.d.) |       |         | Värendsvallen, Växjö Toeschouwers: 15.868 Scheidsrechter: Frede Hansen (DEN) |

|                                             |                                                            |       |                                |                                                                          |
| 1 juni «onderlinge duels» 17:00 uur (UTC+1) | Zweden                                                     | 4 – 2 | Noorwegen                      | Ullevi, Göteborg Toeschouwers: 25.671 Scheidsrechter: Kevin Howley (ENG) |
| 1 juni «onderlinge duels» 17:00 uur (UTC+1) | Sten Pålsson 8' Inge Ejderstedt 9', 25' Rolf Andersson 69' |       | 7' Odd Iversen 70' Harald Berg | Ullevi, Göteborg Toeschouwers: 25.671 Scheidsrechter: Kevin Howley (ENG) |

|                                              |            |                |        |                                                                                          |
| 25 juni «onderlinge duels» 19:00 uur (UTC+1) | Denemarken | 0 – 1          | Zweden | Københavns Idrætspark, Kopenhagen Toeschouwers: 50.100 Scheidsrechter: Henry Øberg (NOR) |
| 25 juni «onderlinge duels» 19:00 uur (UTC+1) |            | 62' Ove Eklund |        | Københavns Idrætspark, Kopenhagen Toeschouwers: 50.100 Scheidsrechter: Henry Øberg (NOR) |

|                                                  |                                  |       |                      |                                                                                      |
| 24 augustus «onderlinge duels» 18:30 uur (UTC+2) | Finland                          | 2 – 2 | Noorwegen            | Olympisch Stadion, Helsinki Toeschouwers: 10.727 Scheidsrechter: Einar Boström (SWE) |
| 24 augustus «onderlinge duels» 18:30 uur (UTC+2) | Arto Tolsa 5' Tommy Lindholm 13' |       | 21', 29' Odd Iversen | Olympisch Stadion, Helsinki Toeschouwers: 10.727 Scheidsrechter: Einar Boström (SWE) |

|                                                   |                                                       |       |                                  |                                                                                           |
| 10 september «onderlinge duels» 19:00 uur (UTC+1) | Denemarken                                            | 5 – 2 | Finland                          | Københavns Idrætspark, Kopenhagen Toeschouwers: 22.600 Scheidsrechter: Theo Boosten (NED) |
| 10 september «onderlinge duels» 19:00 uur (UTC+1) | Bent Jensen 12', 14', 43' Steen Rømer Larsen 25', 71' |       | 3' Tommy Lindholm 90' Arto Tolsa | Københavns Idrætspark, Kopenhagen Toeschouwers: 22.600 Scheidsrechter: Theo Boosten (NED) |

|                                                   |                                       |       |            |                                                                                    |
| 21 september «onderlinge duels» 13:15 uur (UTC+1) | Noorwegen                             | 2 – 0 | Denemarken | Ullevaalstadion, Oslo Toeschouwers: 12.883 Scheidsrechter: Martti Hirviniemi (FIN) |
| 21 september «onderlinge duels» 13:15 uur (UTC+1) | Ola Dybwad-Olsen 26' Pål Sæthrang 35' |       |            | Ullevaalstadion, Oslo Toeschouwers: 12.883 Scheidsrechter: Martti Hirviniemi (FIN) |

### 1970
|                                             |                |       |                   |                                                                                         |
| 3 juni «onderlinge duels» 19:00 uur (UTC+2) | Finland        | 1 – 1 | Denemarken        | Olympisch Stadion, Helsinki Toeschouwers: 8.044 Scheidsrechter: Norman Burtenshaw (END) |
| 3 juni «onderlinge duels» 19:00 uur (UTC+2) | Arto Tolsa 58' |       | 48' Keld Pedersen | Olympisch Stadion, Helsinki Toeschouwers: 8.044 Scheidsrechter: Norman Burtenshaw (END) |

|                                              |                                        |       |         |                                                                               |
| 17 juni «onderlinge duels» 18:30 uur (UTC+1) | Noorwegen                              | 2 – 0 | Finland | Brannstadion, Bergen Toeschouwers: 12.388 Scheidsrechter: Gerhard Kunze (DDR) |
| 17 juni «onderlinge duels» 18:30 uur (UTC+1) | Hans Edgar Paulsen 59' Tor Fuglset 76' |       |         | Brannstadion, Bergen Toeschouwers: 12.388 Scheidsrechter: Gerhard Kunze (DDR) |

|                                              |                  |       |                   |                                                                           |
| 25 juni «onderlinge duels» 19:00 uur (UTC+1) | Zweden           | 1 – 1 | Denemarken        | Ullevi, Göteborg Toeschouwers: 26.863 Scheidsrechter: Väinö Toivola (FIN) |
| 25 juni «onderlinge duels» 19:00 uur (UTC+1) | Sten Pålsson 47' |       | 73' Keld Pedersen | Ullevi, Göteborg Toeschouwers: 26.863 Scheidsrechter: Väinö Toivola (FIN) |

|                                                  |                           |       |                                       |                                                                                    |
| 26 augustus «onderlinge duels» 19:00 uur (UTC+2) | Finland                   | 1 – 2 | Zweden                                | Olympisch Stadion, Helsinki Toeschouwers: 17.070 Scheidsrechter: Henry Øberg (NOR) |
| 26 augustus «onderlinge duels» 19:00 uur (UTC+2) | Tommy Lindholm 89' (pen.) |       | 50' Reine Almqvist 67' Dan Brzokoupil | Olympisch Stadion, Helsinki Toeschouwers: 17.070 Scheidsrechter: Henry Øberg (NOR) |

|                                                   |                                       |       |                                                                       |                                                                                |
| 13 september «onderlinge duels» 13:15 uur (UTC+1) | Noorwegen                             | 2 – 4 | Zweden                                                                | Ullevaalstadion, Oslo Toeschouwers: 12.388 Scheidsrechter: Kaj Rasmussen (DEN) |
| 13 september «onderlinge duels» 13:15 uur (UTC+1) | Olav Nilsen 9' Tor Fuglset 28' (pen.) |       | 26' Inge Danielsson 56' Dan Brzokoupil 60', 87' (pen.) Tommy Svensson | Ullevaalstadion, Oslo Toeschouwers: 12.388 Scheidsrechter: Kaj Rasmussen (DEN) |

|                                                   |            |                 |           |                                                                                            |
| 23 september «onderlinge duels» 19:00 uur (UTC+1) | Denemarken | 0 – 1           | Noorwegen | Københavns Idrætspark, Kopenhagen Toeschouwers: 27.300 Scheidsrechter: Einar Boström (SWE) |
| 23 september «onderlinge duels» 19:00 uur (UTC+1) |            | 56' Odd Iversen |           | Københavns Idrætspark, Kopenhagen Toeschouwers: 27.300 Scheidsrechter: Einar Boström (SWE) |

### 1971
|                                             |                                                                         |       |                      |                                                                                  |
| 20 mei «onderlinge duels» 14:00 uur (UTC+1) | Zweden                                                                  | 4 – 1 | Finland              | Ryavallen, Borås Toeschouwers: 13.020 Scheidsrechter: Hans-Joachim Weyland (FRG) |
| 20 mei «onderlinge duels» 14:00 uur (UTC+1) | Bosse Larsson 56' Tommy Svensson 69' Örjan Persson 71' Sten Pålsson 90' |       | 6' Matti Paatelainen | Ryavallen, Borås Toeschouwers: 13.020 Scheidsrechter: Hans-Joachim Weyland (FRG) |

|                                              |                    |       |                                  |                                                                                                |
| 20 juni «onderlinge duels» 13:30 uur (UTC+1) | Denemarken         | 1 – 3 | Zweden                           | Københavns Idrætspark, Kopenhagen Toeschouwers: 47.300 Scheidsrechter: Walter Eschweiler (FRG) |
| 20 juni «onderlinge duels» 13:30 uur (UTC+1) | Kresten Bjerre 39' |       | 5', 44' Ove Grahn 27' Ove Eklund | Københavns Idrætspark, Kopenhagen Toeschouwers: 47.300 Scheidsrechter: Walter Eschweiler (FRG) |

|                                                 |                                                               |       |           |                                                                                   |
| 8 augustus «onderlinge duels» 18:00 uur (UTC+1) | Zweden                                                        | 3 – 0 | Noorwegen | Malmö Stadion, Malmö Toeschouwers: 15.011 Scheidsrechter: Martti Hirviniemi (FIN) |
| 8 augustus «onderlinge duels» 18:00 uur (UTC+1) | Roland Sandberg 35' Sten Pålsson 44' Bosse Larsson 83' (pen.) |       |           | Malmö Stadion, Malmö Toeschouwers: 15.011 Scheidsrechter: Martti Hirviniemi (FIN) |

|                                                  |                    |       |                |                                                                                    |
| 25 augustus «onderlinge duels» 19:00 uur (UTC+2) | Finland            | 1 – 1 | Noorwegen      | Olympisch Stadion, Helsinki Toeschouwers: 6.225 Scheidsrechter: Kaj Sørensen (DEN) |
| 25 augustus «onderlinge duels» 19:00 uur (UTC+2) | Heikki Suhonen 71' |       | 1' Jan Fuglset | Olympisch Stadion, Helsinki Toeschouwers: 6.225 Scheidsrechter: Kaj Sørensen (DEN) |

|                                                  |            |       |            |                                                                                                   |
| 8 september «onderlinge duels» 19:00 uur (UTC+1) | Denemarken | 0 – 0 | Denemarken | Københavns Idrætspark, Kopenhagen Toeschouwers: 14.000 Scheidsrechter: Rolf Hennum Andersen (NOR) |
| 8 september «onderlinge duels» 19:00 uur (UTC+1) |            |       |            | Københavns Idrætspark, Kopenhagen Toeschouwers: 14.000 Scheidsrechter: Rolf Hennum Andersen (NOR) |

|                                                   |                 |       |                                                                |                                                                                |
| 26 september «onderlinge duels» 13:15 uur (UTC+1) | Noorwegen       | 1 – 4 | Denemarken                                                     | Ullevaalstadion, Oslo Toeschouwers: 11.217 Scheidsrechter: Einar Boström (SWE) |
| 26 september «onderlinge duels» 13:15 uur (UTC+1) | Jan Fuglset 28' |       | 8', 18' Iver Schriver 16' Kristen Nygaard 86' Jørgen Markussen | Ullevaalstadion, Oslo Toeschouwers: 11.217 Scheidsrechter: Einar Boström (SWE) |